# الحافظ
الحافظ كثيرا ما يقصد به حافظ القرآن، أو من حفظ غيره عموما.
أما في علوم الحديث فقد اختلف العلماء في معناه على قولين :
- القول الأول : أنه مرادف للمحدث عند كثير من المحدثين .
- القول الثاني : أنه أرفع درجة من المحدث، بحيث أن ما يعلمه في كل طبقة من طبقات رواة الحديث أكثر مما يجهله .

## تعريفه
- جاء في المعجم الوسيط : | الحافظ | الحجة عند المحدثين من أحاط علمه بثلاثمائة ألف حديث متنا وإسنادا، وبأحوال رواته جرحا وتعديلا وتأريخا. | الحافظ |
- وجاء في اليواقيت والدرر [1]:| الحافظ | ومن المهم معرفة آداب الشيخ والطالب، وقد جعلها المحدثون على مراتب، أولها: الطالب : وهو المبتدئ، ثم المحدث : وهو من تحمل روايته واعتنى بدرايته ، ثم الحافظ : وهو من حفظ مائة ألف حديث متنا وإسنادا ولو بتعدد الطرق والأسانيد ، ثم الحجة : وهو من أحاط بثلاثمائة ألف حديث كذلك ، ثم الحاكم : وهو من أحاط بجميع الأحاديث المروية ذكره المطري | الحافظ |
- وجاء في بريقة محمودية : حافظ الحديث هو من أحاط علمه بمائة ألف حديث متنا وإسنادًا.[2]

## أشخاص
- الحافظ ابن حجر
- الحافظ الذهبي
- الحافظ التنسي
- الحافظ ابن عساكر
- الحافظ العبيدي
- الحافظ البزار
- الحافظ السلفي
- الحافظ ابن ناصر الدين الدمشقي
- الحافظ ابن كثير
- الحافظ العراقي
- الحافظ ابن عبد البر
- الحافظ الخطيب البغدادي
- الحافظ الصابوني
- الحافظ أبو عمرو الداني
- الحافظ السخاوي
- الحافظ السيوطي[3]
- الحافظ أحمد بن الصديق الغماري